# Marcha por la educación superior en Colombia
La marcha por la educación superior en Colombia fue una manifestación social en la que participó parte de todos los estamentos universitarios (profesores, estudiantes y administrativos) en reclamo de un presupuesto mayor para la educación superior pública en Colombia. Se calcula que aproximadamente 1.000.000 de personas se movilizaron en las diferente ciudades del país el 10 de octubre de 2018. Esta movilización sería el inicio del Paro nacional universitario de 2018. Tras la respuesta del gobierno se convocó a una nuevas movilizaciones.
Durante la movilización hubo mínimos actos vandálicos que rechazaron los propios manifestantes. El apoyo de la comunidad se vio reflejado a través de pancartas desde las construcciones o del personal que laboraba mientras se llevaba a cabo la manifestación.

## Contexto de la protesta
Fue organizada por estudiantes y profesores de las 32 instituciones del Sistema Universitario Estatal, a la cual se unirían estudiantes, docentes y padres de familia de estas instituciones y de las universidades privadas.
Después de la Constitución política de 1991 en Colombia, se declaró a Colombia como un Estado Social de Derecho. Dentro de los cambios que se realizaron en este contexto surgieron leyes para el cumplimiento de las obligaciones del Estado Colombiano en términos de educación, salud, vivienda, entre otros. La ley 30 de 1992 definió la estructura general de las Universidades Públicas, tal como fue concebida, congeló los recursos a las Universidades Estatales desde el año 1993 a la fecha. Sin embargo, durante ese mismo periodo, el crecimiento en cobertura de las universidades se cuadruplicó. Esta situación determinó una deuda que se fue acumulando hasta llegar a 18 billones de pesos para el año 2018.
Durante ese periodo, las universidades estatales, a través de la venta de bienes y servicios empezaron a cubrir el déficit, sin embargo comenzó a ser insuficiente poniendo en riesgo financiero crítico a las mismas que contaban con un déficit para el 2018 de 500.000 millones de pesos.

## Movilizaciones Nacionales
Las marchas se desarrollaron en todo el país, las principales fueron en:
- Movilización en Bogotá[8][9][10]
- Movilización en Cali y Palmira[11]
- Movilización en Barranquilla[12]
- Movilización en Cúcuta[13]
- Movilización en Pamplona[14]
- Movilización en Popayán
- Movilización en Bucaramanga[15]
- Movilización en Manizales[16]

- Movilización en Medellín[17]

En Medellín, la participación fue masiva, calculando una asistencia de decenas de miles de manifestantes alcanzando una longitud máxima de la marcha de 3 kilómetros. El punto de concentración inicial fue el Parque de los Deseos en el Norte de Medellín y en la sede de la Universidad Nacional dirigiéndose hacia el Sur de la capital para terminar en el Politécnico Jaime Isaza Cadavid. Entre danzas y arengas, los manifestantes marcharon durante casi 6 horas.
- El parrandatón por las Universidades Públicas. Por: Facultad de Artes Universidad de Antioquia. Fuente: YouTube
- El legado. Por: Por la U. Fuente: YouTube